# Virtual Manuscript Room
Unter dem Begriff Virtual Manuscript Room versteht man einen virtuellen Handschriftenlesesaal, in dem online auf digitalisierte Handschriften zugegriffen werden kann. 
Die Angebote reichen von einer einfachen Darbietung der Handschriftenphotos bis zu einer Verknüpfung mit Metadaten. Fortschrittliche Angebote bieten neben den Bildern oft noch ein Transkript und eine inhaltliche Indizierung der Bildinhalte. Auf diese Weise kann eine bestimmte Seite einer Handschrift direkt gesucht werden.
Beispiele für Virtual Manuscript Rooms sind:
- New Testament Virtual Manuscript Room (NT.VMR) des Instituts für Neutestamentliche Textkritik, Münster (INTF)[1]
- Virtual Manuscript Room des Institute for Textual Scholarship and Electronic Editing, Birmingham (ITSEE)
- Digital Edition of the Coptic Old Testament (CoptOT)